# V-Cube 7

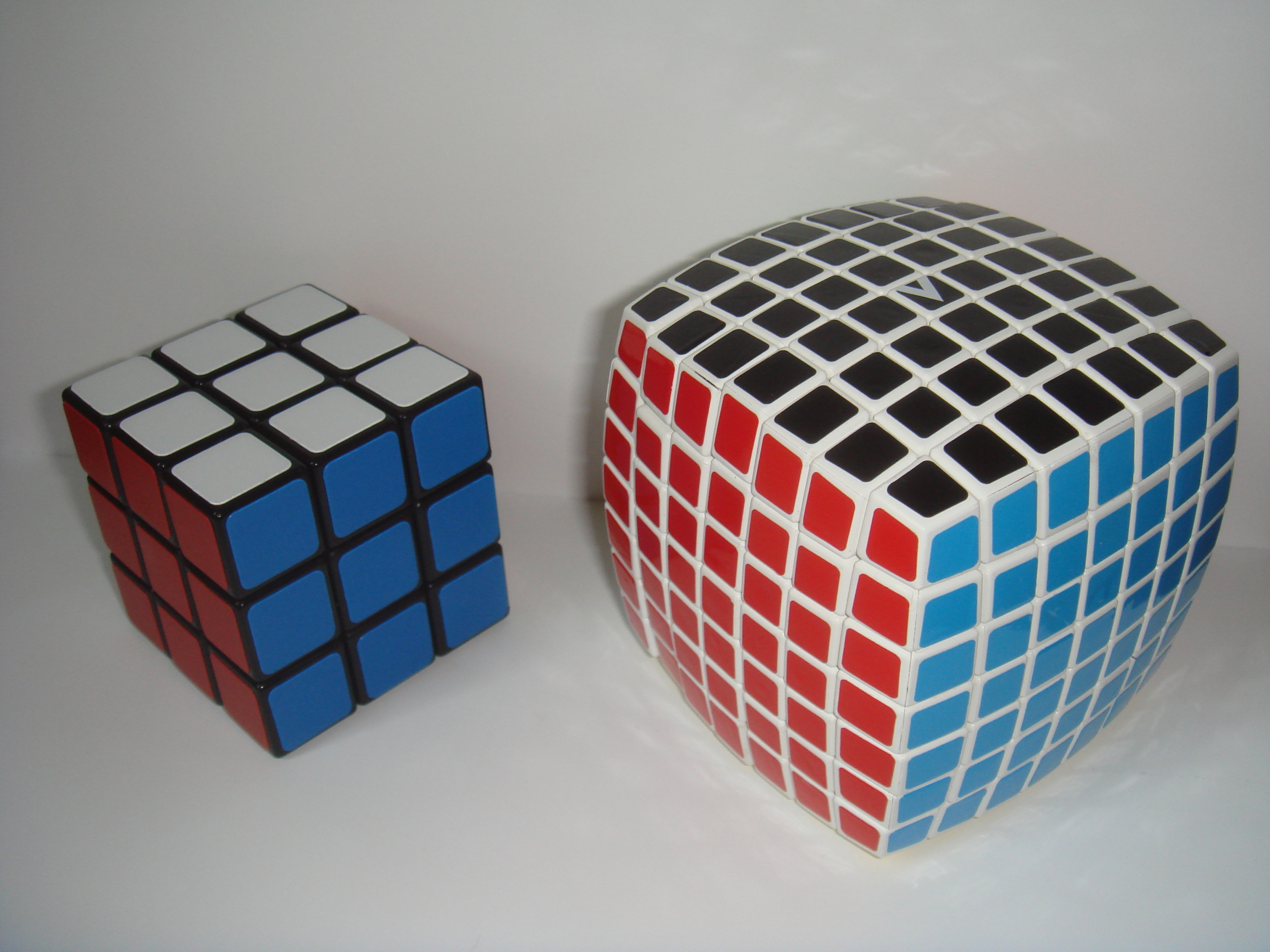
Comparació de grandària entre una galleda de 3x3x3 i un V-Cube 7.

El V-Cube 7 és la versió de 7x7x7 del cub de Rubik. Va ser inventat per Panagiotis Verds i és produït per la seva companyia Verdes Innovations SA.
Té 218 petites peces i 1.95×10160 combinacions. Posseeix una forma lleugerament curvada ja que un cub perfecte de 7x7x7 o major tindria les seves arestes totalment exposades en girar una capa en 45°, provocant que aquestes caiguessin. Una solució diferent a aquest problema, adoptada per altres fabricants, és fer les capes exteriors més gruixudes que la resta.
El rècord mundial del cub de 7x7x7 en velocitat pertany al nord-americà Max Park, qui el va resoldre al CubingUSA Nationals 2019 (a Baltimor, Maryland, Estats Units) en un temps de 1.40.89. Amb aquest cub, també es competeix en modalitat de mitjana, on s'ha de resoldre tres cops per finalment obtenir la mitjana dels tres temps obtinguts. El rècord en aquesta modalitat, va ser aconseguit al WCA World Championship 2019 també per Max Park, qui va obtenir una mitjana de 1.50.10, després de realitzar els següents temps: 1.44.02, 1.50.94 i 1.55.33 minuts.

## Solucions
La manera més adequada de resoldre el V-Cube 7 per a principants és la mateixa que la del 5x5x5, únicament varia el nombre de peçes que s'han de treballar. Primer, s'agrupen els centres del mateix color a la cara corresponent. Després es completen les arestes, tenint en compte que poden tenir lloc dos paritats diferents, que es resolen mitjançants els corresponent algoritmes. I quan això está fet, el cub s'acaba de resoldre seguint el mateix mètode del 3x3x3, i sense més possibles casos de paritats. Hi ha altres mètodes destinats a jugadors més professionals, que són més complicats i consten d'algoritmes més complexos i diferents paritats.